# Stethoncus sulcator
Stethoncus sulcator är en stekelart som beskrevs av Aubert 1963. Stethoncus sulcator ingår i släktet Stethoncus och familjen brokparasitsteklar. Inga underarter finns listade i Catalogue of Life.